# Аљаскански зец
Аљаскански зец или арктички зец (Lepus othus) је сисар из реда Lagomorpha и породице зечева (Leporidae). Најближи сродници аљасканског зеца су поларни зец или арктички зец (Lepus arcticus) и бели зец или алпски зец (Lepus timidus).

## Опис
Аљаскански зец је једна од највећих врста зечева, поред поларног зеца (Lepus arcticus) и европског зеца (Lepus europaeus). Поред америчког белог зеца (Lepus americanus) једина је врста зеца која насељава Аљаску. Одрасли аљаскански зечеви достижу дужину (без репа) између 50 и 70 cm, а дужина репа им је 8 cm. Задње шапе (стопала) су им веома дуге и достижу дужину од 20 cm, а њихова дужина аљасканском зецу омогућава да не пропадне у снег. Достиже тежину од 2,9 до 7,2 kg. Уши су му као и код поларног зеца краће у односу на друге врсте зечева, због смањења губитка топлоте, у условима живота на Арктику. Лети аљаскански зец има смеђе крзно, с тим да му је крзно на стомаку беле боје. На прелазу између годишњих доба се лиња и крзно му зими постаје бело, а врхови ушију црне боје.
Аљаскански зец је углавном самотњачка животиња, која се у групе окупља у току сезоне парења, која траје од априла до маја. Млади се рађају потпуно способни за живот, са крзном и отвореним очима, током јуна и јула. У леглу обично има између 4 и 8 младунаца.

## Распрострањење
Запад и југозапад државе Аљаска укључујући полуострво Аљаска у САД једино је познато природно станиште врсте.
Популациони тренд је за аљасканског зеца непознат.

## Станиште
Аљаскански зец (Lepus othus) насељава тундру. Углавном више терене, камените области и жбуновите области, које им пружају камуфлажу. Не прави јазбине већ склоништа прави на површини.

## Исхрана
Биљојед је, храни се лишћем, воћем, кором и гранчицама углавном у зору и у сумрак. Лети се храни зеленим биљкама, а зими кором и гранчицама. Плен је лисица, поларних медведа, ласица, ждераваца и птица грабљивица.

## Угроженост
Аљаскански зец није угрожена врста, и на црвеној листи је наведено да постоји мали ризик од изумирања, јер има широко распрострањење.